# Ein verliebter Racker
Ein verliebter Racker ist ein kurzes deutsches Stummfilmlustspiel aus dem Jahre 1915 von Franz Hofer mit Dorrit Weixler in der Titelrolle. Die männliche Hauptrolle spielt der junge Ernst Lubitsch.

## Handlung
Ein Assessor namens Schneidig erzählt an seiner eigenen Hochzeitstafel, rückblickend, vom Werdegang seiner Frau Lo Klingelmüller als junger, übermütiger, zu allerlei Späße aufgelegter und zuletzt auch, wie der Filmtitel verheißt, verliebter Racker. Dabei stehen vor allem die Kinder- und Jugendstreiche seiner Liebsten im Vordergrund, aber auch beider Gang zum Altar. Dies alles trägt der Gatte in Knittelversen à la Wilhelm Busch vor.

## Produktionsnotizen
Ein verliebter Racker entstand wohl zum Jahreswechsel 1914/15, passierte die Filmzensur im Februar 1915 und wurde am 5. März desselben Jahres in Berlins Kammerlichtspielen am Potsdamer Platz uraufgeführt. Der Dreiakter, der in Österreich-Ungarn ab dem 19. März 1915 auch unter dem Titel Lo’s Hochzeit vertrieben wurde, besaß eine Länge von 1215 Meter. 

## Kritiken
Die Villacher Zeitung zeigte sich begeistert: „Dieser köstlich ersonnene und gespielte Film präsentiert sich als ein hübsch gebundenes Hochzeitsgeschenk. (…) Die zierliche, von toller Laune überquellende Dorrit Weixler versteht es, wie keine, Kinder zu spielen, Raufbolde zu zeichnen, Bub und Mädel in einem zu sein.“
Auch die Marburger Zeitung gab ein sehr positives Echo ab. Hier hieß es: Dorrit Weixler bringt „auch diesmal durch ihr liebreizendes, temperamentvolles Spiel die größten Lachstürme in den Zuschauerraum. Viel herzgewinnender Humor liebt über dem ganzen und die Szenen sind überfüllt vom sonnigen Jugendübermut.“